# Иннокентий (Фролов)
Епископ Иннокентий (в миру Александр Анатольевич Фролов; 22 февраля 1979, Фергана, Ферганская область, Узбекская ССР, СССР) — архиерей Русской православной церкви, епископ Николаевский и Богородский. Публицист, проповедник и миссионер.
Настоятель храма святителя Николая Чудотворца города Николаевска-на-Амуре (с 2020 года).
Тезоименитство — 13 (26) октября (память священномученика Иннокентия, пресвитера Новосибирского).

## Биография
Родился 22 февраля 1979 года в городе Фергана, в Узбекской ССР.
16 июня 2001 года окончил Брянский государственный университет по специальности «педагог физической культуры и спорта, учитель ОБЖ».
В 2001 году поступил в Михаило-Архангельский монастырь села Козиха Ордынского района Новосибирской области. В монастыре исполнял общие послушания, клиросное послушание, занимался молодёжной и миссионерской работой.
14 марта 2003 года архиепископом Новосибирским и Бердским Тихоном (Емельяновым) пострижен в монашество с наречением имени Иннокентий в честь священномученика Иннокентия, пресвитера Новосибирского.
26 февраля 2006 года архиепископом Новосибирским Тихоном (Емельяновым) рукоположен в сан иеродиакона, а 21 февраля 2010 года — в сан иеромонаха.
В 2007 году заочно окончил Томскую духовную семинарию. В 2010—2015 годах был преподавателем Догматического богословия в Новосибирской духовной семинарии. В 2017 году заочно окончил Московскую духовную академию.
В октябре 2018 года по благословению митрополита Новосибирского Тихона направлен в распоряжение архиепископа Солнечногорского Сергия (Чашин) по его просьбе для несения послушания на Патриаршем подворье при храме иконы Божией Матери «Спорительница хлебов» в посёлке Приазовский Темрюкского района Краснодарского края.
Распоряжением митрополита Новосибирского и Бердского Никодима от 6 сентября 2019 года командирован в распоряжение митрополита Хабаровского и Приамурского Артемия (Снигура) сроком на один год.
В Хабаровской епархии исполнял послушания: духовника Хабаровской духовной семинарии; и. о. наместника монашеской мужской общины; совершал миссионерские поездки по отдаленным поселкам Хабаровского края.
5 февраля 2020 года зачислен в клир Хабаровской епархии.
31 августа 2020 года указом митрополита Хабаровского Артемия назначен благочинным Николаевского викариатства Хабаровской епархии и настоятелем храма святителя Николая Чудотворца города Николаевска-на-Амуре.

### Архиерейство
24 марта 2022 года решением Священного синода Русской православной церкви избран епископом Николаевским и Богородским.
30 марта 2022 года в Покровском храме Новоспасского ставропигиального монастыря города Москвы митрополитом Воскресенским Дионисием был возведён в сан архимандрита.
6 апреля 2022 года в храме Христа Спасителя в Москве состоялось его наречение во епископа Николаевского и Богородского.
7 апреля в храме Христа Спасителя в Москве состоялась его архиерейская хиротония, которую совершили патриарх Кирилл, митрополит Воскресенский Дионисий (Порубай), митрополит  Хабаровский и Приамурский Артемий (Снигур), митрополит Барнаульский и Алтайский Сергий (Иванников), епископ Ванинский и Переяславский Аристарх (Яцурин), епископ Амурский и Чегдомынский Николай (Ашимов), епископ Карасукский и Ордынский Филипп (Новиков), епископ Нижнетагильский и Невьянский Феодосий (Чащин), епископ Армавирский и Лабинский Василий (Кулаков).